# Pachycephala fulvotincta
A Pachycephala fulvotincta a madarak osztályának verébalakúak (Passeriformes) rendjébe és a légyvadászfélék (Pachycephalidae) családjába tartozó faj.

## Rendszerezése
A fajt Alfred Russel Wallace brit természettudós írta le 1864-ben.

## Alfajai
- Pachycephala fulvotincta teysmanni (Büttikofer, 1893) - eredetileg különálló fajként írták le, a Selayar-szigeteken él. (Celebesztől délre)
- Pachycephala fulvotincta everetti (Hartert, 1896) - eredetileg különálló fajként írták le, Tanahjampea, Kalaotoa és Madu szigeteken él, (Celebesztől délre)
- Pachycephala fulvotincta javana (Hartert, 1928) - Jáva keleti része és Bali
- Pachycephala fulvotincta fulvotincta (Wallace, 1864) - a Kis-Szunda-szigetek keleti szigetei
- Pachycephala fulvotincta fulviventris (Hartert, 1896) - eredetileg különálló fajként írták le, Sumba szigetén él. [2]

## Előfordulása
Délkelet-Ázsiában, Indonézia és Kelet-Timor területén honos. Természetes élőhelyei a szubtrópusi és trópusi lombhullató erdők, síkvidéki és hegyi esőerdők, mangroveerdők, mocsári erdők és cserjések, valamint ültetvények, szántóföldek, vidéki kertek és másodlagos erdők. Állandó, nem vonuló faj.

## Megjelenése
Testhossza 14-15 centiméter.

## Életmódja
Gerinctelenekkel, főleg rovarokkal és pókokkal táplálkozik, időnként gyümölcsöt és ritkán magvakat is fogyaszt.

## Természetvédelmi helyzete
Az elterjedési területe nagy, egyedszáma pedig stabil. A Természetvédelmi Világszövetség Vörös listáján nem fenyegetett fajként szerepel.